# عباس‌آباد (قم)
عباس آباد روستایی از توابع بخش مرکزی شهرستان قم در استان قم ایران است. این روستا در حاشیه دریاچه حوض سلطان قرار دارد.

## جمعیت
این روستا در دهستان قمرود قرار دارد و براساس سرشماری مرکز آمار ایران در سال ۱۳۸۵، جمعیت آن ۱۲۶ نفر (۲۷خانوار) بوده‌است.